# جيمس غريفيث (نحات)
جيمس غريفيث (بالإنجليزية: James Milo Griffith)‏ (و. 1843 – 1897 م) هو نحات من ويلز، والمملكة المتحدة لبريطانيا العظمى وأيرلندا، ولد في بيمبروكشاير، توفي في لندن، عن عمر يناهز 54 عاماً.